# Pholidophorus
Pholidophorus is een soortenrijk geslacht van uitgestorven straalvinnige beenvissen uit het Trias en Jura. Er zijn tegen de twintig soorten in dit geslacht benoemd. Fossielen werden o.a. gevonden in Europa en Noord-Amerika. Het geslacht werd in 1832 benoemd door de Amerikaanse natuuronderzoeker Louis Agassiz voor twee vissoorten uit het Trias, gevonden in Seefeld in Tirol (Pholidophorus latiusculus en Pholidophorus pusillus).

## Kenmerken
Dit geslacht behoorde tot de allereerste typische 'echte' beenvissen. De soorten hadden kenmerken van een haring, maar behoorden nog tot de primitieve beenvissen die de toenmalige zeeën bevolkten. In zijn eerste beschrijving van het geslacht gaf Louis Agassiz alleen algemene kenmerken, zoals een haringachtig uiterlijk, een langwerpig of spoelvormig lichaam, grote ruitvormige, ganoïde schubben, een staartvin met twee lobben van bijna dezelfde grootte, met aan de onderkant een aarsvin, een enkele rugvin halverwege de rug, en gepaarde borst- en buikvinnen. De beschubbing reikte tot de bovenste lob. De kleine rugvin lag tegenover de buikvinnen. De anale vin was erg klein. De ruggengraat was niet volledig verbeend. Pas bij de volgende ontwikkeling, waarbij de Leptolepidae met onder andere Leptolepis ontstonden, zijn de eerste vissen met een totaal verbeende ruggengraat te vinden. Latere beschrijvingen door Agassiz en andere wetenschappers noemden alleen kenmerken die wijdverbreid zijn onder de Neopterygii en herhalen meestal de diagnostische kenmerken van de orde Pholidophoriformes en de familie Pholidophoridae. Vanwege deze onnauwkeurige diagnose werden verschillende vissoorten van het Boven-Trias tot Krijt van over de hele wereld aan het geslacht toegewezen.
Orvar Nybelin beperkte het geslacht uiteindelijk tot vier soorten met schubben zoals Lepisosteus. De schubben waren ruitvormig (rhomboïdaal) en enigszins verhoogd, evenals groter dan lang en hadden een gladde achterste marge en fijne lijnen nabij de achterste marge. De buikschubben waren klein, enigszins ovaal en hadden een tot drie uitsteeksels aan de achterkant. De oogkassen waren relatief groot, de kaken zwak getand.
Soorten met andere schubben werden toegewezen aan andere geslachten als Ankylophorus, Pholidophoroides en Pholidophoristion voor soorten met schubben van het Lepisosteus-type maar met een versierd oppervlak en sterk gekartelde achterrand, Eurycormus voor soorten met schubben van het Amia-type en Pholidophoropsis voor soorten met cirkelvormige schubben.

## Leefwijze
Deze vissen met hun grote ogen en afgeronde tanden waren hoogstwaarschijnlijk snelle roofvissen, die jacht maakten op planktonische kreeftachtigen. Er zijn fossielen gevonden die resten van andere beenvissen in de maag hadden.

## Taxonomie
Het geslacht Pholidophorus diende lange tijd als een prullenbaktaxon dat verschillende niet-verwante soorten basale stamteleosten bevatte. In de loop der jaren zijn veel van deze soorten naar aparte geslachten verplaatst. De nominale soort Pholidophorus purbeckensis uit het Laat-Jura werd omgedoopt tot Ichthyokentema door Arthur Woodward in 1941. Op dezelfde manier werd de vorm Pholidophorus bechei uit het Vroeg-Jura omgedoopt tot Dorsetichthys en verplaatst naar zijn eigen familie Dorsetichthyidae door Arratia (2013). De nominale soorten Pholidophorus friedeni Delsate, 1999 en Pholidophorus gervasuttii Zambelli, 1980 werden omgedoopt tot respectievelijk Luxembourgichthys en Lombardichthys door Taverne en Steurbaut (2017) en Arratia (2017).

## Vondsten
Vondsten zijn bekend uit Afrika (Kenia en Tanzania), Europa (Engeland, Duitsland, Italië en de voormalige Sovjet-Unie) en Zuid-Amerika (Argentinië).

## Soorten
In zijn revisie herkende Nybelin slechts vier soorten:
- Pholidophorus bechei
- Pholidophorus caffii
- Pholidophorus latiusculus
- Pholidophorus pusillus

Vanwege de minder nauwkeurige diagnose van het geslacht, werden tal van andere soorten van het Boven-Trias tot Krijt aan het geslacht toegewezen.